# 別斯普塔河
別斯普塔河是俄羅斯的河流，位於圖拉州和莫斯科州內，屬於奧卡河的右支流，河道全長75公里，在每年11月至12月上旬開始結冰，直至翌年3月下旬至4月。

## 外部連結
- Besputa flows into Oka - Satellite image on Google Maps（页面存档备份，存于） （英文）